# Holme Bay
Die Holme Bay ist eine 38 km breite Bucht an der Mawson-Küste des ostantarktischen Mac-Robertson-Lands. Sie liegt rund 8 km nördlich der Framnes Mountains.
Norwegische Kartografen kartierten sie anhand von Luftaufnahmen, die bei der Lars-Christensen-Expedition 1936/37 entstanden. Sie benannten sie Holmevika nach den zahlreichen Inseln (norwegisch holmen), die sich in der Bucht befinden. Das Advisory Committee on Antarctic Names übersetzte 1947 den Namen ins Englische.